# Harmonine

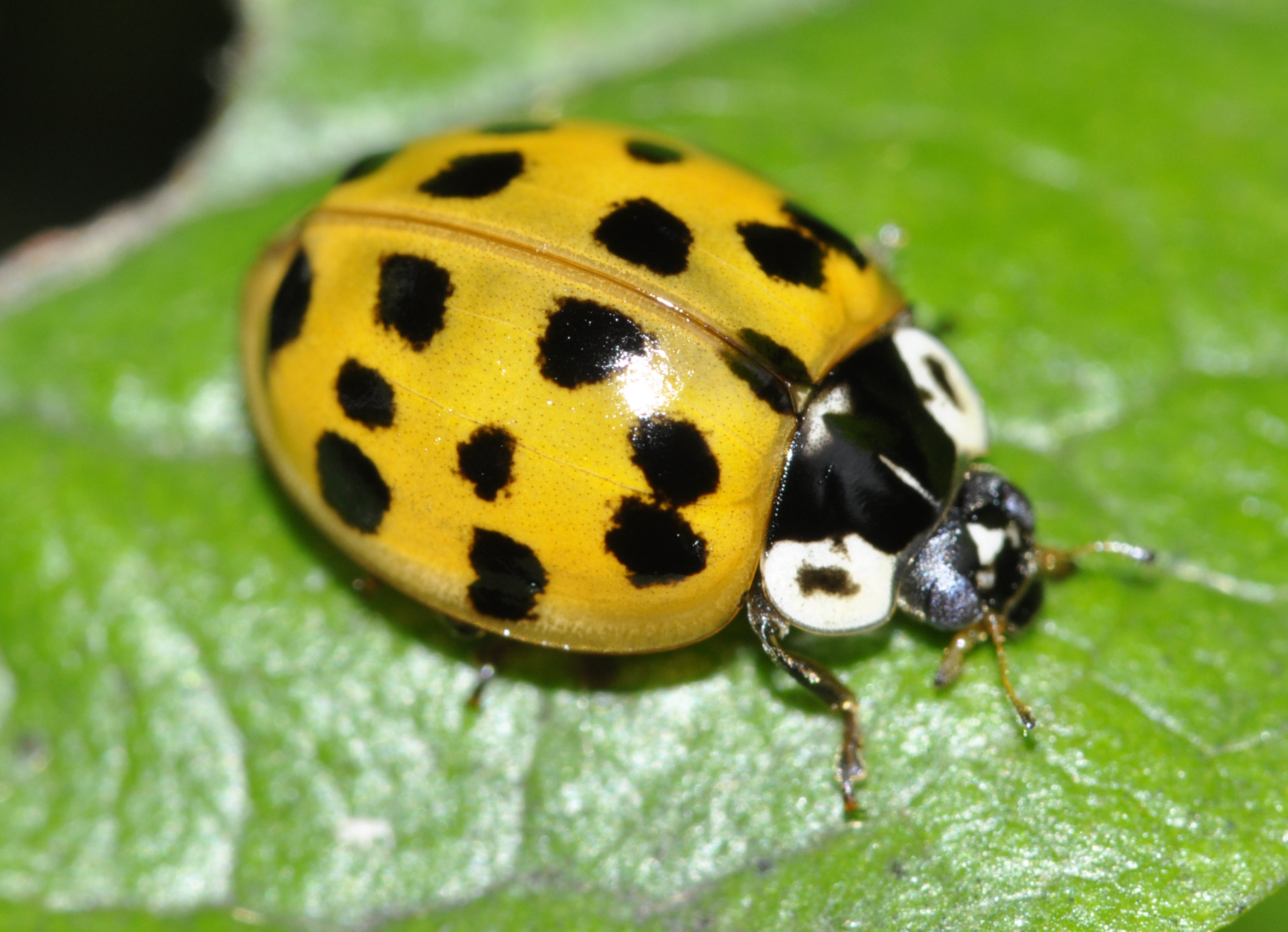
Harmonia axyridis, la Coccinelle asiatique.

L’harmonine est une substance chimique défensive produite par la Coccinelle asiatique (Harmonia axyridis).

## Description
Harmonia axyridis, comme d'autres coccinelles, utilise l'isopropyl-méthoxypyrazine (en) comme produit chimique défensif pour décourager la prédation, et transporte également ce produit chimique dans son hémolymphe à des concentrations beaucoup plus élevées que de nombreuses autres espèces de coccinelles, ainsi que des composés défensifs spécifiques à l'espèce ou au genre, comme l'harmonine. Ces insectes se mettent à saigner par réflexe lorsqu'ils sont agités, en libérant de l'hémolymphe par leurs pattes. Le liquide a une odeur fétide (semblable à celle des feuilles mortes), un goût amer et peut tacher les matériaux poreux,. 
L'harmonine est ainsi contenue dans l'hémolymphe des insectes qui l'aident à repousser ses prédateurs, mais aussi de protéger la coccinelle asiatique de parasite, son goût nauséabond la rend peu appétissante pour les oiseaux et autres prédateurs. 

## Médicaments
L'harmonine est active contre les agents pathogènes responsables du paludisme et de la tuberculose. Plusieurs membres de l'université Justus Liebig en Allemagne travaillent à la création de médicaments à base d'harmonine capables de prévenir ou de combattre ces maladies.